# Brattebotthalsen
Brattebotthalsen är en udde i Antarktis. Den ligger i Östantarktis. Norge gör anspråk på området.
Terrängen inåt land är lite kuperad, och sluttar norrut. Trakten är obefolkad. Det finns inga samhällen i närheten.